# Karl Eduard Blume
Karl Eduard Blume (* 25. Juli 1847 in Halberstadt; † 19. Juni 1909 in Leipzig) war ein deutscher Reichsgerichtsrat.

## Leben
1869 wurde Blume vereidigt und trat in den preußischen Staatsdienst ein. 1874 wurde er Kreisrichter und 1879 Amtsrichter. 1880 ernannte man ihn zum Staatsanwalt und 1890 zum I. Staatsanwalt. 1899 kam er zum Reichsgericht. Er war im IV. Strafsenat tätig. 1909 verstarb  er im Amt.
Seine Tochter Frida Johanna Blume (1877–1964) heiratete 1902 den Augenarzt Alfred Bielschowsky.